# Fußballsportverein 1913 Ludwigshafen-Oggersheim e.V.
Fußballsportverein 1913 Ludwigshafen-Oggersheim e.V. é uma agremiação alemã, fundada em 1913, em Oggersheim, no distrito de Ludwigshafen, na Renânia-Palatinado.

## História
O clube foi fundado em 1913 como VfR 1913 Oggersheim e, em 1937, fundiu-se com o SC Eintracht Oggersheim, que se estabelecera em 1924 como departamento de futebol do clube gymnsatics Vereinigten Turnerschaft Oggersheim, para formar o SpVgg Oggersheim. No ano seguinte, todos os clubes da área foram reorganizados em uma única associação conhecida como Gemeinschaft für Leibesübungen Oggersheim.
No rescaldo da Segunda Guerra Mundial as autoridades de ocupação aliadas ordenaram a dissolução de todas as organizações do país, incluindo esportes e clubes de futebol. Uma nova associação foi formada como ASV Oggersheim, em 1945, e seu departamento de futebol tornou-se independente em 1949 como Fussball Sportverein Oggersheim. O time atuou na divisão inferior até conquistar o seu caminho ao terceiro nível, a Amateurliga Südwest por uma única temporada em 1963-1964. O FSV fez uma aparição na DFB-Pokal, a Copa da Alemanha, em 1978, sendo eliminado na primeira fase ao perder por 3 a 0 para o 1. FC Kaiserslautern.
Em 1992, conquistou o título da Landesliga Ost (VI) que o levou à promoção para a Verbandsliga Südwest (V), na qual o clube permaneceu por cinco temporadas antes de ser rebaixado novamente. Em 2004, devolvido à Verbandsliga, conquistou uma promoção dois anos mais tarde à Oberliga Südwest (IV). Depois de apenas duas temporadas nesse divisão, o time conquistou o acesso para a Regionalliga Süd em 2007. Depois de um último lugar em 2007-2008, uma mudança no sistema de campeonato salvou o clube que foi agrupado no Regionalliga West na temporada 2008-2009. Apesar de um melhor desempenho, terminando em décimo-segundo, o clube decidiu se retirar da liga.
O recomeço ocorreu a partir da temporada 2010-2011 na décima-primeira camada.

## Títulos
- Oberliga Südwest (IV) campeão: 2007;
- Verbandsliga Südwest (V) campeão: 2005;

## Cronologia recente
| Temporada | Divisão                            | Posição |
| 2003–04   | Landesliga Südwest-Ost (VI)        | 2ª ↑    |
| 2004–05   | Verbandsliga Südwest (V)           | 1st ↑   |
| 2005–06   | Oberliga Südwest (IV)              | 6ª      |
| 2006–07   | Oberliga Südwest                   | 1ª ↑    |
| 2007–08   | Regionalliga Süd (III)             | 18ª     |
| 2008–09   | Regionalliga West (IV)             | 12ª ↓   |
| 2009–10   | Verbandsliga Südwest (VI)          | Ausente |
| 2010–11   | 1. Kreisklasse Rheinpfalz Süd (XI) | 16ª     |
| 2011–12   | 1. Kreisklasse Rheinpfalz Süd (XI) | 2ª      |